# Europejskie Igrzyska Halowe w Lekkoatletyce 1969 – skok w dal kobiet
Skok w dal kobiet – jedna z konkurencji technicznych rozgrywanych podczas lekkoatletycznych europejskich igrzysk halowych w hali Palac Lodowy w Belgradzie. Rozegrano od razu finał 8 marca 1969. Zwyciężyła reprezentantka Polski Irena Szewińska. Tytułu zdobytego na poprzednich igrzyskach nie broniła Berit Berthelsen z Norwegii.

## Rezultaty

### Finał
Rozegrano od razu finał, w którym wzięło udział 11 zawodniczek.

Opracowano na podstawie materiału źródłowego.
| Miejsce | Zawodniczka       | Wynik |
| ------- | ----------------- | ----- |
| 1       | Irena Szewińska   | 6,38  |
| 2       | Sue Scott         | 6,18  |
| 3       | Meta Antenen      | 6,15  |
| 4       | Heide Rosendahl   | 6,10  |
| 5       | Odette Ducas      | 6,07  |
| 6       | Mirosława Sarna   | 6,02  |
| 7       | Hannah Kleinpeter | 5,97  |
| 8       | Tatjana Byczkowa  | 5,93  |
| 9       | Đurđa Fočić       | 5,75  |
| 9       | Aliona Popescu    | 5,74  |
| 11      | Nediałka Angełowa | 5,64  |